# Epsilon Ceti
Désignations
Epsilon Ceti (ε Ceti / ε Cet) est une étoile binaire de la constellation équatoriale de la Baleine. Elle est visible à l'œil nu et sa magnitude apparente combinée est de 4,84. Elle s'éloigne du Système solaire à une vitesse radiale de +15,5 km/s.

## Distance
Le système possède une parallaxe dynamique (en) de 41,43 ± 0,68 millisecondes d'arc, ce qui permet d'en déduire qu'il est distant de 79 ± 1 a.l. (∼ 24,2 pc) de la Terre. Cette valeur est à comparer avec sa parallaxe annuelle déterminée par les mesures du satellite Hipparcos, de 46,55 ± 2,53 mas, ce qui placerait le système à 70 ± 4 a.l. (∼ 21,5 pc) de la Terre.

## Propriétés
Espilon Ceti est une binaire spectroscopique à raies doubles, identifiée pour la première fois par William Stephen Finsen en 1951. Sa période orbitale est de 2,65 ans et son excentricité est de 0,23. Le demi-grand axe de l'orbite est de 0,11 ua, c'est-à-dire 11 % de la distance qui sépare la Terre du Soleil, et le plan orbital est incliné selon un angle de 24,2°. Le système est estimé être âgé de 1,8 milliard d'années.
L'étoile primaire, désignée Epsilon Ceti A, est une étoile jaune-blanc de la séquence principale de type spectral F2 V, dont la température de surface est de 6 537 K. Sa masse est 1,4 fois plus grande que celle du Soleil.
Le spectre de l'étoile secondaire, Epsilon Ceti B, ne peut pas être facilement séparé de celui de l'étoile primaire, donc son type spectral ne peut être estimé que comme une étoile sur la séquence principale située dans l'intervalle compris entre F7 V et G4 V. Sa masse est à peu après égale à la masse du Soleil.

## Nomenclature
ε Ceti, latinisé Epsilon Ceti, est la désignation de Bayer du système. Il porte également la désignation de Flamsteed de 83 Ceti.
L'étoile formait, avec σ Cet, ρ Cet et π Cet, l'astérisme d'Al Sufi dit Al Sadr al Ḳaiṭos, soit « la poitrine de la Baleine ».
Dans un mémorandum technique édité par la NASA en 1971, le Reduced Star Catalog Containing 537 Named Stars, les étoiles de cet astérisme sont ordonnées numériquement. Ainsi Epsilon Ceti porte le nom de Sadr al Kaitos III.
En astronomie chinoise traditionnelle, Epsilon Ceti faisait partie de l'astérisme de Chuhao (en chinois 芻蒿, Chú Hāo), représentant du foin.